# 鱗小鱸
鱗小鱸為輻鰭魚綱鱸形目鱸亞目河鱸科的其中一種，分布於美國田納西州、肯塔基州Cumberland河及田納西河上游流域，體長可達13公分，棲息在礫石底質的溪流，屬肉食性，以水生昆蟲為食。